# مردی از تالاهاسی
«مردی از تالاهاسی» سیزدهمین قسمت از فصل سوم سریال لاست و قسمت ۶۳ به طور کلی است. در ۲۱ مارس ۲۰۰۷ از شبکه ای‌بی‌سی پخش شد. این قسمت توسط درو گادرد و جف پینکنر نوشته شده و جک بندر کارگردانی آن را برعهده داشته است. شخصیت جان لاک (تری اوکوئین) در فلش‌بک‌های قسمت نشان داده شده است.

## داستان

### فلاش‌بک‌ها
لاک از افسردگی رنج می‌برد و گوشه‌گیر می‌شود. او به یک ساختمان دولتی می‌رود و متوجه می‌شود که باید اطلاعات ناخواسته‌ای از خودش بدهد تا بتواند بیمه از کارافتادگی خود را ادامه دهد. بعداً در آپارتمانش، مرد جوانی به نام پیتر تالبوت (پاتریک جی. آدامز) از او دیدن می‌کند. پیتر فاش می‌کند که پدر لاک، کلاهبردار آنتونی کوپر (کوین تیگه)، با نام جعلی «آدام سوارد» تلاش می‌کند با مادر پیتر ازدواج کند. لاک بعداً به یک گل فروشی می‌رود که پدرش با مادر پیتر به آنجا می‌رود. لاک که می‌داند کوپر فقط می‌خواهد با آن زن ازدواج کند تا پول او را بگیرد، با او روبرو می‌شود و به کوپر هشدار می‌دهد که عروسی را لغو کند و آن را تمام کند وگرنه حقیقت را به آن زن خواهد گفت. کوپر با اکراه موافقت می‌کند.
بعداً دو کارآگاه به لاک نزدیک می‌شوند و به او می‌گویند پیتر مرده است. با فرض اینکه مرگ پیتر توسط کوپر صحنه‌سازی شده بود، لاک به کاندو کوپر می‌رود و با او روبرو می‌شود، اما کوپر هر گونه دخالت را انکار می‌کند. او می‌گوید که مادر پیتر فروپاشیده شده و عروسی را لغو کرده است و به لاک اطمینان می‌دهد که اگر مدرکی بخواهد می‌تواند خودش با مادر پیتر تماس بگیرد. لاک گوشی را برمی‌دارد تا با او تماس بگیرد که ناگهان کوپر او را هل می‌دهد و او را از پنجره به بیرون می‌اندازد. لاک هشت طبقه به زمین سقوط می‌کند، اما زنده می‌ماند (در قسمت دیگری چگونگی نشان داده می شود)
در حالی که لاک روی تخت بیمارستان دراز کشیده است، دو کارآگاه به او اطلاع می‌دهند که پدرش به مکزیک فرار کرده و اکنون ناپدید شده است. وقتی فیزیوتراپیست لاک را از تخت بلند می‌کند و برای اولین بار روی صندلی چرخدارش می‌گذارد، آنجا را ترک می‌کنند. لاک از اینکه نمی‌تواند پاهایش را تکان دهد اشک می‌ریزد.

### در جزیره
خارج از محوطه دیگران ، لاک، سعید جراح (نوین اندروز)، کیت آستن (اوانجلین لیلی) و دانیل روسو (میرا فورلان) از دیدن تعامل آشنای جک شپرد (متیو فاکس) با دیگران شوکه می‌شوند و کیت اصرار دارد که دیگران کاری با او کرده‌اند
همانطور که روسو دور می‌شود، آنها یواشکی وارد محوطه می‌شوند. کیت وارد خانه جک می‌شود و با وجود اصرار او مبنی بر اینکه بدون او از آنجا خارج نمی‌شود، از رفتن امتناع می‌کند. در باز می‌شود و دو نفر دیگر مسلح او را دستگیر می‌کنند و فردی سعید در حال مبارزه را همراه خود می‌آورند.
در همین هنگام لاک وارد خانه بن لینوس (مایکل امرسون) می‌شود. لاک بن را بیدار می‌کند و او را تهدید می‌کند و از او می‌خواهد که محل زیردریایی را فاش کند. بحث آنها قطع می‌شود، بار اول توسط دختر نوجوان بن، الکس (تانیا ریموند)، که لاک او را می‌گیرد و با او در کمد پنهان می‌کند، و سپس توسط تام (ام سی گینی) و ریچارد آلپرت (نستور کاربونل) که به بن می گوید که کیت و سعید را اسیر کرده اند. بن به تام می‌گوید که این دو را از هم جدا کند و از آنها بازجویی کند و به ریچارد دستور می‌دهد تا «مردی از تالاهاسی» را برای او بیاورد. پس از خروج این دو، لاک از الکس می‌خواهد که کوله‌پشتی سعید را بیاورد و بن به این نتیجه می‌رسد که او این کار را برای نابود کردن زیردریایی دیگران انجام می‌دهد.
جک کیت زندانی را ملاقات می‌کند تا به او بگوید که با دیگران قرارداد بسته است تا او را به خانه برود. الکس کوله‌پشتی سعید را از او می‌گیرد. همانطور که او لاک را به زیردریایی هدایت می‌کند - بدون اینکه می داند مادرش از بین بوته‌ها او را تماشا می‌کند - الکس به لاک می‌گوید که بن او را گول می‌زند، همانطور که او همه را گول می‌کند. پس از اینکه جک با بن روبرو می‌شود و از دوستانش می‌خواهد که پس از ترک جزیره آزاد شوند، جک و جولیت برک (الیزابت میچل) تا اسکله اسکورت می‌شوند. آنها در حالی که لاک در حال راه رفتن از اسکله است، برخورد می‌کنند. جک می‌پرسد که آنجا چه می‌کند. در حالی که زیردریایی پشت سر او منفجر می‌شود، لاک به سادگی پاسخ می‌دهد: «متاسفم».
بعداً، لاک در اتاقی در پادگان دارما حبس می‌شود. بن و ریچارد در را باز می‌کنند و لاک نشان می‌دهد که می‌داند بن می‌خواست زیردریایی را منفجر کند. بن فاش می‌کند که می‌خواست راهی پیدا کند تا جک را از ترک جزیره باز دارد، اما نمی‌دانست چگونه این کار را انجام دهد. لاک این مشکل را حل کرده بود. بن و ریچارد لاک را به داخل راهرو هدایت می‌کنند و بن به او می‌گوید که به هر دلیلی، لاک با جزیره «در ارتباط» است و این او را «بسیار بسیار مهم» می‌کند. سپس بن لاک را به اتاقی می‌برد که کوپر در آنجا اسیر است.

## تولید
قسمت افشاگری را می‌توان در تلویزیون لاک در آپارتمانش شنید.
در طول آخرین فلش‌بک، می‌توانید آنتونی کوپر را در حال سرو یک بطری ویسکی مک‌کاچن ۶۰ ساله برای لاک ببینید، همان نوعی که آقای ویدمور (پدر پنه لوپه) و دزموند، چارلی و هرلی در «فلاش های قبل از چشمان شما» و سعید در «او مشابه خودت است» مصرف کرده‌اند.
برای صحنه‌ای که لاک از پنجره به بیرون پرتاب می‌شود، فیلم تری اوکوئین زمانی به پایان رسید که لاک پشت یک ستون است. پس از آن یک بدلکار است که از پنجره جعلی نیز سقوط کرده است. صحنه هوایی سقوط لاک دارای همان سقوط دوگانه بود که به مهاری در جلوی یک کروما کی چسبیده بود. زیردریایی بیشتر یک تکیه‌گاه ساخته شده از فوم پلی‌اتیلن رنگ شده روی یک سازه فولادی بود، اما فضای داخلی آن در داخل اس‌اس-۲۸۷ در بنای یادبود یواس‌اس آریزونا شلیک شد.

## جوایز
تری اوکوئین این اپیزود را برای بررسی به عنوان بهترین بازیگر نقش مکمل مرد در یک سریال درام برای پنجاه و نهمین دوره جوایز پرایم تایم امی ارسال کرد، جایزه‌ای که او برنده شد. همچنین برای نویسندگی برجسته برای یک سریال درام برای بررسی ارسال شد.